# Нойгофен
Нойгофен (нім. Neuhofen) — громада в Німеччині, розташована в землі Рейнланд-Пфальц. Входить до складу району Рейн-Пфальц. Складова частина об'єднання громад Райнауен.
Площа — 12 км2. Населення становить 7198 ос. (станом на 31 грудня 2020).